# عرشی اکبرآبادی
میر محمد مؤمن عرشی از شاعران، صوفیان و خوشنویسان سده یازدهم هجری و از خانواده‌ای ایرانی در کرمان بوده که پدرش، میر عبدالله وصفی، در زمان جلال‌الدین اکبر گورکانی (۱۰۱۴–۹۶۳ قمری) به هند کوچ کرده و پس از پیوستن به دربار این پادشاه، به جهت تبحّر و استادی در خوشنویسی، لقب مشکین قلم از او دریافت می‌کند. «مهارتش در خط نستعلیق چنان بود که گویند روزی، چند صفحه خط نستعلیق به پیروی از خط ملا میرعلی هروی، به نامش نوشت و از نظر شاه شجاع گورکانی، فرزند شاه جهان، گذرانید و شاه شجاع به امعان نظر و تأمل اهل آن هنر، خط ملا تصور کرده، دو هزار روپیه انعام فرمود. بعد از آن میر ظاهر ساخت که خط من است. نمونه‌ای از خوش‌نویسی وی در یک مرقع نقاشی و خوش‌نویسی در موزه بریتانیایی وجود دارد. از دیگر خطوط در دست وی، یک قطعه به قلم سه دانگ جلی و نیم دو دانگ عالی در کتابخانه ملی پاریس است. با رقم و تاریخ «الفقیر الحقیر محمد مؤمن الحسینی غفر ذنوبه و ستر عیوبه ۱۰۷۳»، (دانشنامه ادب فارسی، انوشه، ج ۴: ص ۱۷۵۶).
برادر عرشی، میر صالح کشفی، نیز همچون پدر و عرشی، به شاعری و خوشنویسی شهرت داشته و علاوه بر آن، صاحب اثر نیز بوده‌است. اعجاز مصطفوی، مناقب‌نامه مرتضوی و الاربعون حدیثاً فی فضایل اهل البیت، از آثار ناشناخته میر صالح کشفی (برادر عرشی دهلوی) است.

## آثار
1. کلیات دیوان: از عرشی کلیات دیوانی مشتمل بر قصاید، غزلیات، ترجیعات، قطعات، رباعیات، ساقی‌نامه و مفردات باقی مانده که تا کنون تصحیح و چاپ نگردیده‌است. از این اثر نسخه‌ای در کتابخانه انجمن آسیایی بنگال ایشیاتک به شماره ۹۴ موجود است.
2. مثنوی مهر و وفا: مهر و وفا منظومه‌ای است عرفانی در بحر هزج مسدس محذوف (مقصور) که حدود ۲۲۰۰ بیت دارد.
3. شکرستان: شکرستان از آثار منثور آمیخته به نظم عرشی است. این اثر به تقلید از گلستان سعدی و بهارستان جامی تألیف شده‌است. تاریخ تألیف اثر ۱۰۳۱ هجری است و از آثار دوران جوانی عرشی است.
4. شاهدعرشی: این منظومه، مثنویی‌ای است عرفانی که در سال ۱۰۶۹ هجری قمری سروده شده‌است. شاهد عرشی از جمله آثاری است که به پیروی از مثنوی مولوی و در حدود ۳۰۰۰ بیت سروده شده‌است.[۲][۳]